# Peter Romberg
Peter Romberg (* 10. Februar 1966 in Iserlohn) ist ein ehemaliger deutscher Eishockeyspieler, der unter anderem für den ECD Iserlohn, Kölner EC, BSC Preussen und die Eisbären Berlin in der Bundesliga aktiv war. Mit Köln wurde er einmal Deutscher Meister.

## Karriere
Peter Romberg durchlief als Jugendlicher die Nachwuchsmannschaften des ECD Iserlohn. Schon im Alter von 15 Jahren spielte er in der Saison 1981/82 etwa für das U18-Team seines Heimatvereins. Ein Jahr später wechselte er in den Nachwuchs der Düsseldorfer EG, bei der er in der U18 und U20 eingesetzt wurde. Mit beiden Mannschaften gewann der Verteidiger die Deutsche Meisterschaft. Zudem spielte er sich in den Fokus der Auswahltrainer des Deutschen Eishockey-Bundes, die ihn in die U18-Nationalmannschaft für die Europameisterschaft 1983 beriefen.
Nach einem Jahr in Düsseldorf kehrte Romberg nach Iserlohn zurück, wo er ab der Saison 1983/84 in der Bundesliga-Mannschaft eingesetzt wurde. Mit der U20-Nationalmannschaft nahm er an der Junioren-Weltmeisterschaft 1985 teil. Wenige Wochen später wurde er im NHL Entry Draft 1985 ausgewählt: Die Calgary Flames zogen ihn in der 10. Runde an insgesamt 206. Position. Damit war er der sechste Deutsche ohne kanadische Wurzeln und der einzige in diesem Jahrgang, der auf diese Weise das Interesse eines Clubs aus der National Hockey League (NHL) auf sich gezogen hatte. Zu einem Einsatz in der NHL kam es aber nie.
Stattdessen setzte Romberg seine Karriere für zwei weitere Jahre in Iserlohn fort. Zur Saison 1987/88 wechselte er zum Kölner EC, mit dem er Deutscher Meister wurde. Über die Zweitligisten Duisburger SV und ERC Westfalen Dortmund kam er während der Saison 1989/90 zurück zum nach Konkurs inzwischen neu gegründeten ECD, der ebenfalls in der 2. Bundesliga antrat. Es folgte noch einmal eine Phase in der Bundesliga mit Stationen beim BSC Preussen von 1990 bis 1992 und den Eisbären Berlin von 1992 bis 1994. Dort wurde er in der Spielzeit 1993/94 aber nur noch selten berücksichtigt, sodass er innerhalb der Saison erneut zum ECD Sauerland wechselte. Infolge dessen neuerlichem Konkurs beendete er im Sommer 1994 seine Karriere.

## Erfolge und Auszeichnungen
- 1983 Deutscher Jugendmeister mit der U18 der Düsseldorfer EG
- 1983 Deutscher Juniorenmeister mit der U20 der Düsseldorfer EG
- 1988 Deutscher Meister mit dem Kölner EC
- 1990 Meister der 2. Bundesliga Nord mit dem ECD Sauerland

## Karrierestatistik

### International
Vertrat Deutschland bei:
- U18-Junioren-Europameisterschaft 1983
- U20-Junioren-Weltmeisterschaft 1985

(Legende zur Spielerstatistik: Sp oder GP = absolvierte Spiele; T oder G = erzielte Tore; V oder A = erzielte Assists; Pkt oder Pts = erzielte Scorerpunkte; SM oder PIM = erhaltene Strafminuten; +/− = Plus/Minus-Bilanz; PP = erzielte Überzahltore; SH = erzielte Unterzahltore; GW = erzielte Siegtore; 1 Play-downs/Relegation; Kursiv: Statistik nicht vollständig)